# Бока (приток Чуи)
Бока — река в России, протекает по Онгудайскому району Республики Алтай.

## Этимология
От алт. бака — лягушка, лягушачий; возможно от монг. бага — малый, небольшой.

## Описание
Исток реки находится в юго-восточной части Айгулакского хребта, на его юго-западном макросклоне. Длина реки не превышает 10 км, впадает в Чую в 67 км от устья по её правому берегу.